# Peter Stokkebroe
Peter Stokkebroe (født 9. oktober 1975) er dansk professionel danser fra Århus. Sammen med sin partner, Kristina Juel Stokkebroe, er han i den absolutte verdenselite inden for latin. Dette blev understreget, da parret vandt VM i denne disciplin i 2006 og kort efter med sejren i The International kunne se tilbage på et år med sejre i samtlige de turneringer, parret stillede op i. I 2009 blev de nr. 2 ved EM i latin på hjemmebane i Århus.
Parret udgør også privat par, idet de blev gift 17. juli 2004. Efter EM 2009 meddelte de, at de venter barn og tog en pause fra dansekarrieren. Efter sønnen William var født, trænede de igen op til VM, som de vandt i maj 2010. 
I oktober 2010 trak de sig officielt tilbage. Indtil videre permanent.

## Titelliste
- 1994: Ungdoms Verdensmester latin
- 1994: Ungdoms Verdensmester Standard
- 1996: Nordisk mester i kombineret
- 1997: Nordisk mester i kombineret
- 1998: Danmarksmester i kombineret
- 1999: Danmarksmester i kombineret
- 1999: Nordisk mester i kombineret
- 2000: Danmarksmester i kombineret
- 2000: Europamester i 10 danse
- 2000: Verdensmester i 10 danse
- 2004: Nordisk mester i latin
- 2005: Danmarksmester i latin
- 2006: Europamester i latin
- 2006: Verdensmester i latin
- 2007: Europamester i Latin
- 2007: Finalist prof. Latin British Open Blackpool
- 2007: Nr.6 på verdensranglisten for professionelle
- 2009: Nr. 2 ved EM i Latin

## Fodnoter
1. ↑  "Danske sølvvindere venter barn", politiken.dk, 24. april 2009